# تشيستر موريس
تشيستر موريس (بالإنجليزية: Chester Morris)‏ (و. 1901 – 1970 م) هو ممثل أفلام، وممثل تلفزي، وممثل مسرحي أمريكي، ولد في نيويورك، توفي في مقاطعة باكز، عن عمر يناهز 69 عاماً، بسبب جرعة زائدة.

## وصلات خارجية
- تشيستر موريس على موقع IMDb (الإنجليزية)
- تشيستر موريس على موقع ميوزك برينز (الإنجليزية)
- تشيستر موريس على موقع أول موفي (الإنجليزية)
- تشيستر موريس على موقع قاعدة بيانات برودواي على الإنترنت (الإنجليزية)
- تشيستر موريس على موقع إن إن دي بي (الإنجليزية)
- تشيستر موريس على موقع قاعدة بيانات الفيلم (الإنجليزية)